# Tricéa

Lê Yên

Tricéa là một nhóm nhạc thời tiền chiến với ba thành viên Văn Chung, Lê Yên và Doãn Mẫn. Tên nhóm Tricéa có nghĩa: 3 chữ C và 3 chữ A được viết tắt từ Collection Des Chants Composés Par Des Artistes Annamites Associés trong tiếng Pháp và có nghĩa là "Tuyển chọn các tác phẩm âm nhạc của nhóm người viết nhạc Annam".
Trước khi tân nhạc Việt Nam được chính thức khai sinh với những buổi diễn của nhạc sĩ Nguyễn Văn Tuyên, Tricéa đã có những sinh hoạt âm nhạc. Nhưng chỉ sau khi Nguyễn Văn Tuyên công bố hai bản nhạc, hai nhóm Tricéa và Myosotis mới cho in những bản nhạc của mình.
Sư hình thành của nhạc cải cách khi đó được hậu thuẫn của tờ Ngày Nay do Nhất Linh là chủ bút. Theo nhạc sĩ Vũ Thành, người đã có những sinh hoạt tân nhạc từ thời đó, Nhất Linh từng đảm trách việc thổi kèn clarinette trong một ban nhạc tài tử do hai nhóm kể trên phối hợp để trình diễn vào một ngày mùa thu năm 1939.
Trong nhóm Tricéa, Văn Chung được coi như người có bài hát được dân chúng ưa thích cho nên Thẩm Oánh của nhóm Myosotis đã từng phê bình trong báo Việt Nhạc số 5: "Nhóm Tricéa chủ trương đi sát quần chúng", ngụ ý là loại nhạc thấp.
Trong một bài phỏng vấn của báo Thể thao Văn hóa năm 2002, Doãn Mẫn có kể lại một câu chuyện về nhóm Tricéa: "Năm 1935, Lê Yên viết bài Bẽ bàng rất hay nhưng mãi không sao viết được câu kết, nghe anh kể tôi liền bảo: Anh đàn lên đi, khi nghe xong, tôi tức khắc ứng khẩu, bạn tôi mừng như vớ được vàng. Đến năm 1955, tôi làm bài Gọi nghé trên đồng, cũng không kết được và Lê Yên chính là người giúp tôi viết tiếp. Lúc đó, anh ấy nói với tôi: 20 năm mình mới trả nợ được cậu".
Những năm khoảng 1939, nhiều ca khúc của nhóm được quần chúng yêu thích như: Ca khúc ban chiều, Trên thuyền hoa, Bóng ai qua thềm của Văn Chung; Biệt ly, Sao hoa chóng tàn, Tiếng hát đêm thu của Doãn Mẫn; Bẽ bàng, Vườn xuân của Lê Yên. Cả ba nhạc sĩ của Tricéa đều thành công, trong đó hơn cả là Doãn Mẫn. Họ đã để lại nhiều nhạc phẩm giá trị, một số trong đó được đánh giá vượt thời gian:
- Doãn Mẫn: Biệt ly, Hương cố nhân
- Văn Chung: Bóng ai qua thêm, Trên thuyền hoa
- Lê Yên: Ngựa phi đương xa, Bẽ bàng, Xuân nghệ sĩ hành khúc